# Eternity (album)
Eternity – pierwszy album studyjny amerykańskiego zespołu muzyki powermetalowej Kamelot, wydany w 1995 roku przez wytwórnię Noise Records. Autorem muzyki jest gitarzysta zespołu - Thomas Youngblood, teksty napisał perkusista - Richard Warner.

## Twórcy
- Mark Vanderbilt - śpiew
- Thomas Youngblood - gitara i śpiew
- David Pavlicko - instrumenty klawiszowe
- Glenn Barry - gitara basowa
- Richard Warner - perkusja
- Todd Plant i Leroy Meyers - dodatkowe chórki
- Howard Helm - dodatkowe instrumenty klawiszowe

## Lista utworów
1. "Eternity" – 5:41
2. "Black Tower" – 4:06
3. "Call of the Sea" – 5:15
4. "Proud Nomad" – 4:52
5. "Red Sands" – 4:09
6. "One of the Hunted" – 5:26
7. "Fire Within" – 4:54
8. "Warbird" – 5:22
9. "What About Me" – 4:20
10. "Etude Jongleur" – 0:50
11. "Gleeman" – 6:19